# Ionești (okręg Ardżesz)
Ionești – wieś w Rumunii, w okręgu Ardżesz, w gminie Buzoești. W 2011 roku liczyła 706 mieszkańców.